# 紅海蘇彝士隆頭魚
紅海蘇彝士隆頭魚，為輻鰭魚綱鱸形目隆頭魚亞目隆頭魚科的其中一種，分布於西印度洋的紅海海域，棲息深度50-130公尺，體長可達12公分，生活習性不明。

## 擴展閱讀
維基物種上的相關：紅海蘇彝士隆頭魚